# 2013年中國國民黨主席選舉
2013年中國國民黨主席選舉於2013年7月20日舉行，由中國國民黨全體依規定擁有黨權的黨員投票，選出新任中國國民黨主席。該次黨主席選舉總選舉人數為381,548人，發票數為220,746票，投票率為57.86%。選舉結果，馬英九獲得202,750票，另有17,996張無效票，得票率為91.85%。
自馬英九表態競選連任以來長期尚未有黨內要員表態參選黨主席選舉，直至2013年5月22日，黨內中常委謝坤宏表態參選黨主席選舉挑戰競選連任的馬英九。

## 登記結果
中國國民黨現任黨主席馬英九連署查核總數為79,771人，合格數為59,925人，已超過連署門檻；中央常務委員謝坤宏連署查核總數為19,976人，合格數為6,610人，未達連署門檻，依選舉辦法之規定不具候選人資格。

## 選舉結果
| 號次 | 姓名   | 得票數    | 當選 |
| ---- | ------ | --------- | ---- |
| 1    | 馬英九 | 202,750票 |      |

## 外部連結
- 中國國民黨網站（页面存档备份，存于）